# Castelplanio
Castelplanio es una localidad y comune italiana de la provincia de Ancona, región de las Marcas. Tiene una población estimada, a fines de 2020, de 3458 habitantes.

## Evolución demográfica
| Gráfica de evolución demográfica de Castelplanio entre 1861 y 2001 |
|                                                                    |
| Fuente ISTAT - elaboración gráfica de Wikipedia                    |